# Мориути, Тосиюки
Тосиюки Мориути (яп. 森内 俊之 Мориути Тосиюки) — профессиональный игрок в сёги, 9-й дан, 18-й пожизненный мэйдзин. Обладатель двух главнейших титулов сёги (рюо и мэйдзин) 2013 года.

## Биография
- Родился 10 октября 1970 г. в городе Иокогама (префектура Канагава), на 13 дней моложе Ёсихару Хабу. Представитель «поколения Хабу» — группы ровесников Хабу, доминировавших в мире сёги в конце XX и начале XXI в.
- 1982: поступил в Сёрэйкай, став учеником Осаму Кацууры[яп.] 9 дана.
- 1987: получив 4-й дан, стал профессионалом.
- 2002: получил 9-й дан за завоевание титула мэйдзин.
- 2007: получил звание «18-й пожизненный мэйдзин» за завоевание титула в 5-й раз.

Вместе с Ёсихару Хабу и Ясумицу Сато входит в исследовательскую «Группу Симы» .
Хабу и Мориути — «двоюродные братья» по сёги: их учителя (Футаками и Кацуура) учились у одного и того же учителя — Тоити Ватанабэ, почётного 9 дана.

## Победы
| Титул   | Сезоны завоеваний титула   | Число титулов |
| ------- | -------------------------- | ------------- |
| Мэйдзин | 2002, 2004—2007, 2011—2013 | 8             |
| Рюо     | 2003, 2013                 | 2             |
| Осё     | 2003                       | 1             |
| Кио     | 2005                       | 1             |

- Всего титулов: 12
- Участий в финалах титульных матчей: 22
- Нетитульных побед: 12[2]

## Шахматы
Помимо сёги, Мориути играет в западные шахматы, имея на 2013 год рейтинг ФИДЕ 2310 (3-е место в рейтинг-листе играющих шахматистов Японии). Вместе с Хабу он регулярно принимает участие в различных шахматных событиях Японии.